# Knutsen og Ludvigsen
Knutsen og Ludvigsen, stylisé Knutsen & Ludvigsen (anglais : Tootson and Ludiwood), est un duo norvégien, actif entre 1970 et 2010. Durant son existence, il se compose d'Øystein Dolmen (« Knutsen ») et de Gustav Lorentzen (« Ludvigsen »).

## Histoire

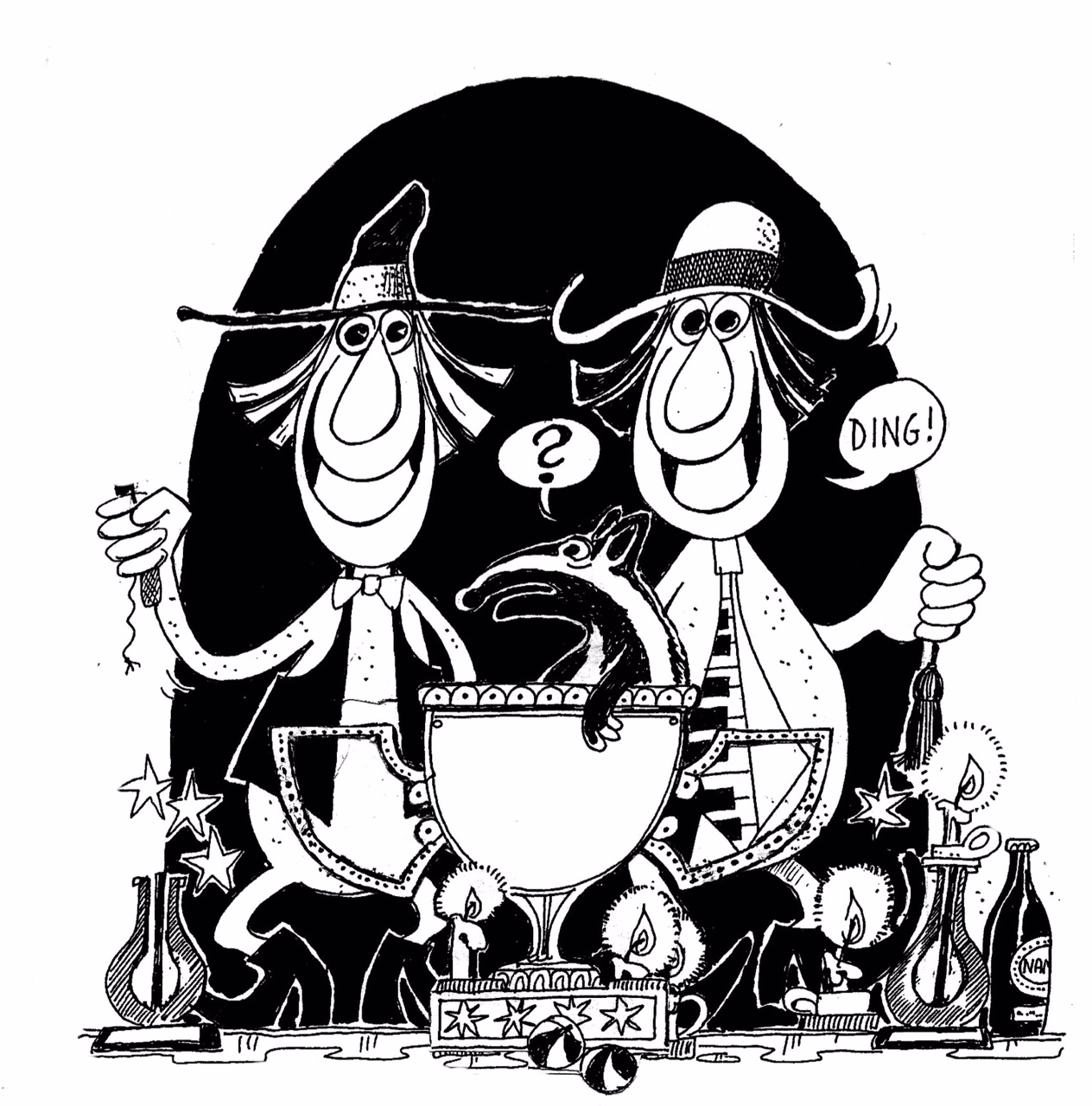
Dessin représentant le groupe.

Écrivant et interprétant diverses chansons destinées principalement aux enfants, ils comptent sept albums, dont deux qui reçoivent le Spellemannprisen. Ils ont plusieurs succès no 1, dont Grevling i taket, Hallo ! Hallo ! et Dum og deilig. Depuis la fin des années 1990, ils jouissent d'un statut culte auprès des jeunes Norvégiens et donnent une série de concerts de retrouvailles.
Le 26 octobre 2006, TV 2 diffuse l'émission Knutsen og Ludvigsen - The Full Story. L'encyclopédie norvégienne de la pop et du rock indique : « Plus qu'un duo célèbre, Knutsen og Ludvigsen était une institution. Toute la génération rock des années 1990 s'est nourrie de leurs disques ».
Le 21 avril 2010, Gustav Lorentzen décède d'une crise cardiaque alors qu'il participe à une course d'orientation près de Bergen. Il avait 62 ans. 

## Discographie
- 1970 : Knutsen og Ludvigsen
- 1972 : Brunost no igjæn (#23)[4]
- 1974 : Nr. 3 - Tut
- 1975 : Bakklandet Bassangforening: Ned Med Nidaros
- 1977 : Du milde Mosart!
- 1980 : Fiskepudding! Lakrisbåter! (#13)[4]
- 1983 : Juba Juba (1983) #3[4]